# Jean Vincent
Jean Vincent (Labeuvrière, 29 november 1930 – Nantes, 13 augustus 2013) was een profvoetballer uit Frankrijk, die speelde als aanvaller gedurende zijn carrière. Hij kwam 46 keer uit voor het Franse elftal, en scoorde 22 keer voor Les Bleus in de periode 1953-1961. Vincent nam met Frankrijk tweemaal deel aan een WK-eindronde: 1954 en 1958. Hij stapte later het trainersvak in, en was onder meer bondscoach van Kameroen bij het WK voetbal 1982.

## Erelijst
Lille OSC
- Frans landskampioen

1954
- Coupe de France

1953, 1955
 Stade Reims
- Frans landskampioen

1958, 1960, 1962
- Coupe de France

1958